# Вертій Олексій Іванович
Олексій Іванович Вертій (*15 грудня 1950, хутір Веселий Яр, Липоводолинський район, Сумська область) — український педагог, народознавець, літературознавець та публіцист; доктор філологічних наук.

## Біографія
Народився 15 грудня 1950 в українській селянській хліборобській родині Івана Федоровича Вертія та Антоніни Трохимівної Вертій (Фіалки) на хуторі Веселий Яр Семенівської сільської Ради Липоводолинського району Сумської області.
У 1972 році закінчив Сумський державний педінститут (спеціальність «українська мова та література»). У 1983 р. — аспірантуру при кафедрі української літератури Київського педінституту. Працював у загальноосвітніх школах Роменського району Сумської області та м. Сум, перебував на журналістській роботі. З 1978 р. — старший лаборант, згодом — старший викладач, доцент кафедри української літератури Сумського педінституту. За часів радянського режиму зазнавав утисків, переслідувань і був змушений залишити роботу в інституті. 1 вересня 2006 року повернувся працювати в Сумський педінститут. 31 серпня 2010 року передчасно відправлений на пенсію. 6 травня 2011 року у Львівському національному університеті ім. І.Франка успішно захистив докторську дисертацію «Народні джерела національної самобутності української літератури 70-90-х років ХІХ століття». 18 березня 2013 року призначений на посаду провідного наукового співробітника Інституту франкознавства Львівського національного університету ім. І.Франка.

## Наукові інтереси
Наукові інтереси зосереджені навколо проблем національного  самопізнання та самоусвідомлення українців, української усної народної творчості, історії української літератури, кобзарства, художньо-естетичного освоєння народного світогляду та поетики фольклору в писемній літературі, франкознавства, формування національних основоположних підстав вітчизняного народознавства, літературознавства, методики вивчення української літератури у вищій та загальноосвітній школі.
За досить складних обставин організував сумську обласну науково-методичну лабораторію «Національні підстави вивчення української мови та літератури в школі», учасники якої  вперше в історії української школи підготували і видали посібники з вивчення творчості В.Барки, І.Багряного, історії кобзарства, світової слави української пісні, в науково-методичних виданнях України опублікували статті, присвячені Л.Полтаві, Г.Нудьзі, питанням  методики вивчення української мови та літератури на підставах Родоцентричної педагогіки тощо.

## Основні публікації

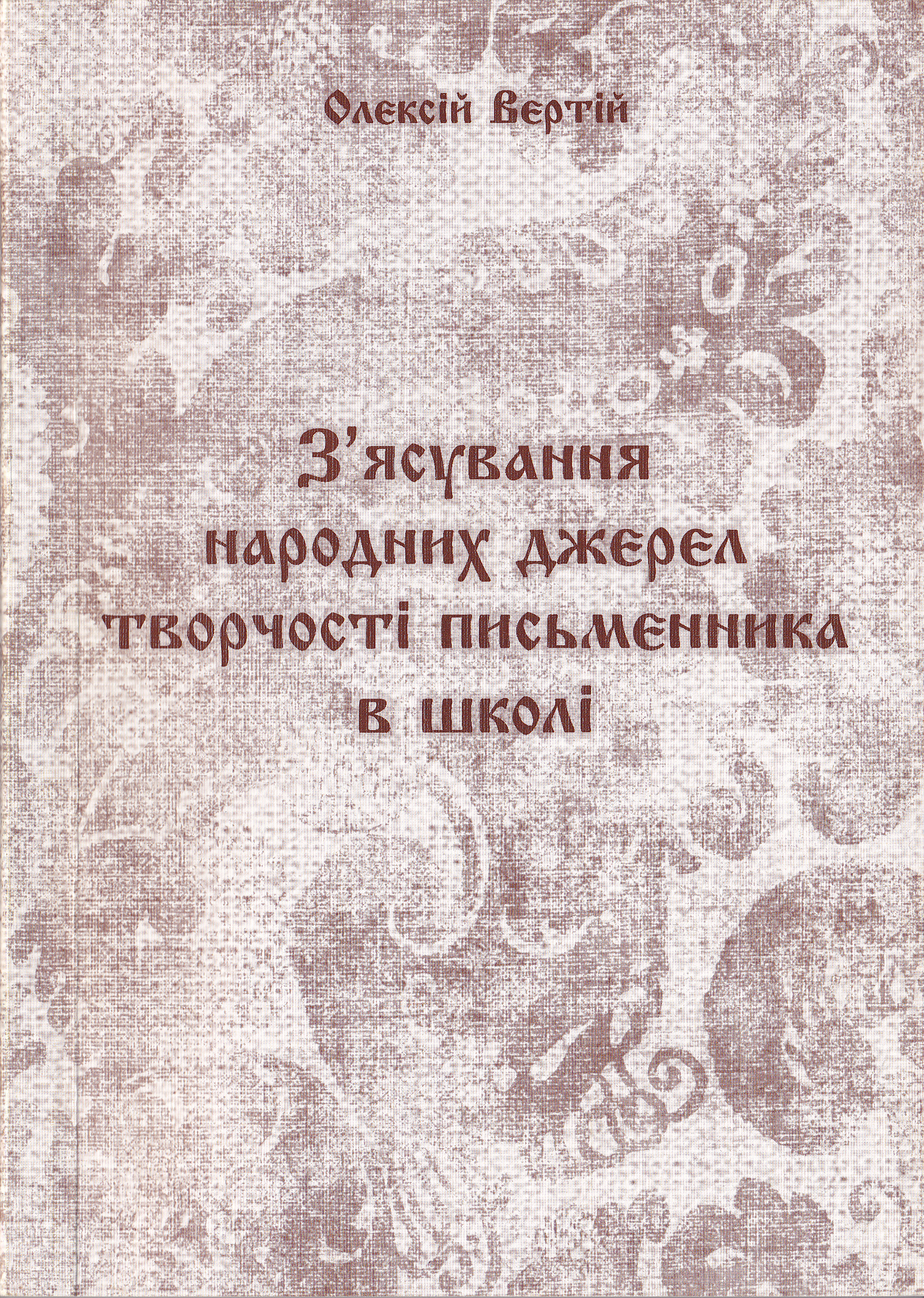
З'ясування народних джерел творчості письменника в школі, 2009

- Пантелеймон Куліш і народна творчість [Текст] / Олексій Іванович Вертій. - Тернопіль : Підручники & посібники, 1998. - 120 с[2]
- Народні джерела творчості Івана Франка [Текст] / Олексій Іванович Вертій. - Тернопіль : Підручники & посібники, 1998. - 254 с.
- Народні джерела національної самобутності української літератури 70-90-х років XIX століття [Текст] : Монографія / Олексій Іванович Вертій. - Суми : Собор, 2005. - 447 с.[3]
- співавтор підручника для педагогічних університетів «Історія української літератури XIX ст.: 70-90-ті роки» (за ред. проф. О. Д. Гнідан) (2003)
- «Євген Адамцевич. Спогади. Статті. Матеріали» (1999, співупорядник Г. Діброва)
- «Єгор Мовчан. Спогади. Статті. Матеріали» (1999)
- З'ясування народних джерел творчості письменника в школі [Текст] : посіб. для вчителя / Олексій Іванович Вертій. - Полтава : Друк. майстерня, 2009. - 129
- автор цілого ряду статей з питань народознавства[4], історії української літератури, методики вивчення української літератури в школі, родоцентричної педагогіки[5] і т. д.

## Виноски
1. ↑  Наша гордість. Сайт Семенівської загальноосвітньої школи І-ІІІ ступенів Липоводолинської районної ради Сумської області[недоступне посилання з червня 2019]
2. ↑  Олексій Вертій. Пантелеймон Куліш і народна творчість. Статті та дослідження
3. ↑  Олексій Вертій. Народні джерела національної самобутності української літератури 70-90-х років XIX століття
4. ↑  Олексій Вертій. Кобзарі Сумщини[недоступне посилання з червня 2019]
5. ↑  Олексій Вертій. Самоздійснення нації на природній основі. Архів оригіналу за 26 листопада 2011. Процитовано 16 грудня 2011.